# Das Halsband der Taube (Ibn Hazm)

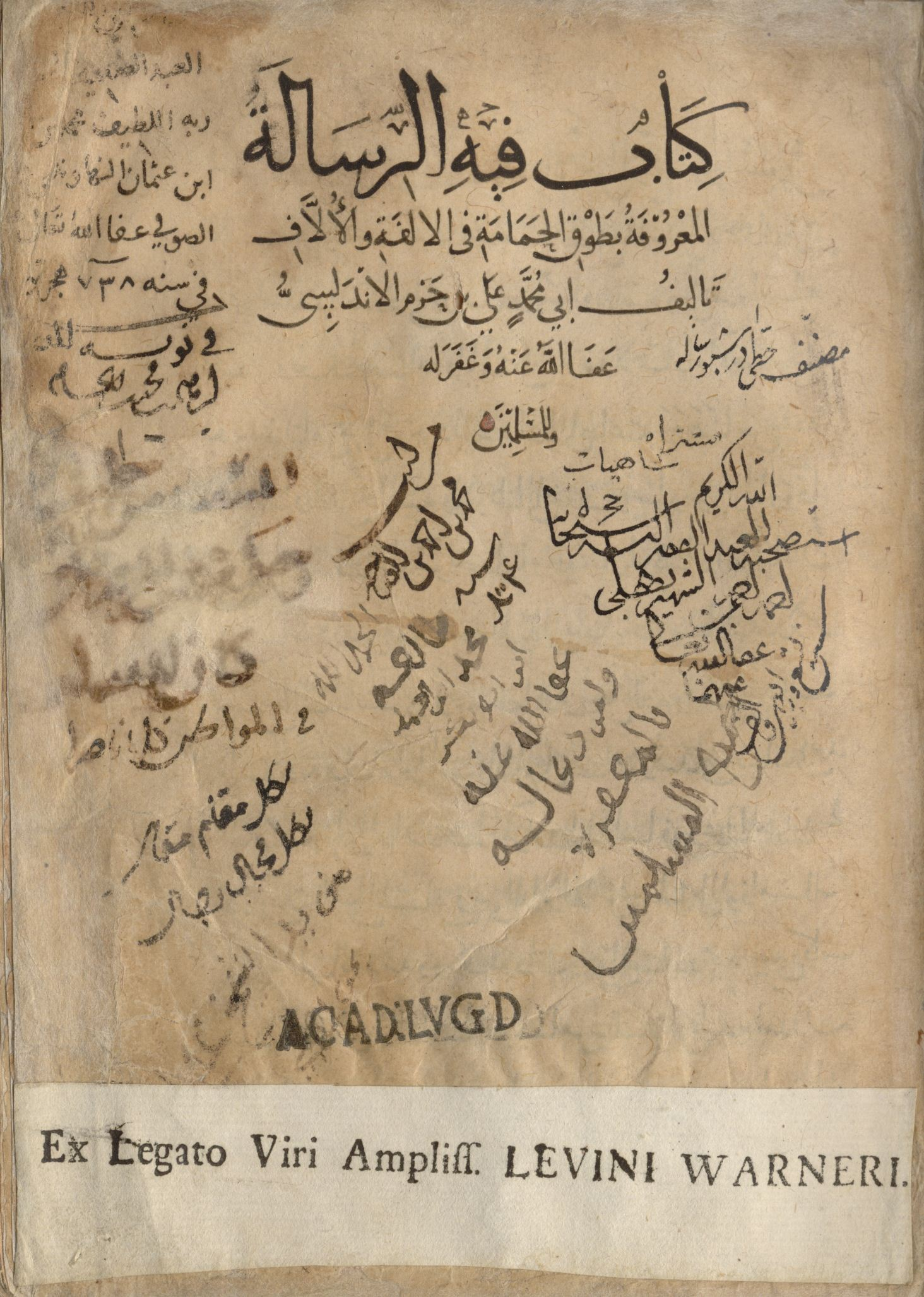
Das Halsband der Taube
(Ms. in Universitätsbibliothek Leiden)

Das Halsband der Taube  oder Von der Liebe und den Liebenden (arabisch طوق الحمامة في الألفة والألاف, DMG ṭauq al-ḥamāma fī l-ulfa wa-l-ullāf) ist der Titel einer Abhandlung über die Liebe des im arabischen Córdoba geborenen Politikers und Gelehrten Ibn Hazm (994–1064). Es ist das erste Buch, das Ibn Hazm nach seinem Rückzug aus dem politischen Leben geschrieben hat.
Das Traktat spiegelt die in der muslimischen Gesellschaft des maurischen Spanien kultivierte höfische Liebe. Ibn Hazm beschreibt das Alltagsleben und die vorherrschende Moral seiner Gesellschaftsschicht, in der die Herrschaft die Liebe zwischen Sklaven und Sklavinnen duldet oder sogar fördert und in der erotische Beziehungen unter Männern üblich sind. Ibn Hazm reflektiert in dem Buch seine eigene Lebensgeschichte, seine Erfahrungen und Beobachtungen und lockert den Text mit Anekdoten und Liebesgedichten auf. Es geht um das Wesen der Liebe, ihre Bedeutungen und Erscheinungen, über Verwirrung und Vereinigung der Liebenden, um Treue und auch um Trennung und Verlust.
Ibn Hazms Buch zeichnet sich sowohl durch die Freizügigkeit und persönliche Leidenschaft des Autors als auch durch seinen sittlichen Anspruch und eine starke Bindung an den Islam aus.

## Inhalt
Ein Freund hat Ibn Hazm gebeten, ein Buch über „die Liebe, ihre Erscheinungen, Gründe und Wechselfälle …“ und „… über das, was in der Liebe geschieht und was ihr widerfährt, wahrheitsgemäß“ zu schreiben (S. 10).
Von den dreißig Kapiteln des Buchs handeln die ersten zehn von den Ursprüngen der Liebe, die sich unter unterschiedlichsten Voraussetzungen entzünden kann: von der Liebe auf den ersten Blick, von Menschen, die sich im Schlaf verlieben, von denen, die von einer besonderen Eigenschaft eines Menschen angezogen werden, die gleiche, die später zur Ursache von Verdruss und Ekel wird. Zwölf Kapitel handeln von Schwierigkeiten, mit denen Liebende zu kämpfen haben, sechs weitere von Schicksalsschlägen.
In den beiden letzten Kapiteln geht es um die „Abscheulichkeit der Sünde“ und die „Vortrefflichkeit der Keuschheit“.
Das Buch endet mit einem Lob auf die Schöpfung und den Schöpfer, der dem Menschen Sinne und Verstand geschenkt hat und ihn zum „Aufbewahrungsort seines Wortes und zur festen Wohnstatt seines Glaubens gemacht hat“. Er hat den Menschen auf den „rechten Weg zur Paradiesstraße“ gelenkt. Der Mensch sollte seinem Schöpfer gehorsam sein, er sollte sich seines „Verlangen nach vergänglicher Lust, deren Reue nie vergeht und deren Folgen nimmer enden, schämen“. Ein letztes Gedicht preist in farbigen Bildern die Schönheit der Natur, die Weisheit des Schöpfers und schließt mit einem Appell, die Torheiten aufzugeben, die uns ins Verderben ziehen.

## Rezeption
Ibn Hazms Buch ist wie auch andere seiner theologischen und literarischen Schriften in der arabischen Geistesgeschichte offenbar recht wenig beachtet worden. Der Autor selbst war wegen seiner spitzen Feder und seiner von den herrschenden theologischen Lehren abweichenden Meinung ein Außenseiter in der gelehrten Welt des maurischen Spanien.
Er war Anhänger der Rechtsschule der Zahiriten, hatte mit der Herrschaft der Almoraviden Lehrverbot für die Große Moschee erhalten und war mehrmals aus Córdoba vertrieben worden.
Überliefert wurde das Traktat nur in einer verdorbenen Textform, die zudem nur in einer einzigen Handschrift erhalten ist.
Das Buch wurde 1991 unter dem Titel Das verlorene Halsband der Taube – Tawk al hamama al mafkoud von dem tunesischen Regisseur Nacer Khemir verfilmt.
Ernst Wilhelm Heine schrieb unter dem gleichen Titel einen Roman aus dem Milieu des Templerordens in der Zeit des 13. Jahrhunderts.

## Editionsgeschichte
Die Handschrift des Buchs wurde erst im 19. Jahrhundert in Leiden wiederentdeckt und 1914 von dem russischen Philologen D. K. Pétrof herausgegeben. Nach den ersten Übertragungen ins Russische und Englische erfolgte 1941 die deutsche Übersetzung durch Max Weisweiler. Weisweiler versuchte, die eingestreuten Gedichte ebenfalls in Versform zu übertragen, was nach Einschätzung der Fachleute zu einem Verlust der Schönheit der Metaphern führte, die den eigentlichen Charme dieses an Tausendundeine Nacht erinnernden
Buches ausmachen. Die Kürzungen, die in der jüngsten Ausgaben vorgenommen wurden, betreffen die lehrhaften Beispiele des Buches, die die eigene geistigen Welt des spanischen Islam spiegeln.

## Ausgaben
- Von der Liebe und den Liebenden. Aus dem Arab. übertr. und einem Nachwort von Max Weisweiler. Frankfurt a. M. 1995. [Gekürzte Fassung der deutschen Erstausgabe, Leiden 1941]
- Tawq al-Hammama (Das Halsband der Taube). Gekürzte Fassung in arabischer Sprache. Hörbuch, 2 MC.